# Bermudo III. Leónský
Bermudo III. nebo taky Vermudo III. (1015 – 4. září 1037) byl králem Leónu a Galicie od roku 1028 až do své smrti. Byl synem Alfonsa V. Leónského a jeho první ženy Elvíry Menéndez (zemřela 1022) a poslední člen asturské dynastie, který vládl v království León. Jako několik jeho předchůdců užíval císařský titul, v roce 1030 jako regni imperii Ueremundo principis, v letech 1029/1032 jako imperator domnus Veremudius in Gallecia a v roce 1034 jako regni imperii Veremundus rex Legionensis. Když nastoupil na trůn po svém otci, byl ještě dítětem. V roce 1034 byl vyhnán z Leónu králem Sanchem III. Navarrským a uchýlil se do Galicie. Později se opět ujal moci, ale posléze byl poražen a zabit během bojů s jeho švagrem Ferdinandem I. Kastilským v bitvě u Tamarónu.

## Život
Bermudo III. byl synem Alfonsa V. Leónského a jeho první ženy Elviry Menéndez. Na trůn Leónu nastoupil v roce 1027 po smrti jeho otce. Bermudo se oženil s Jimenou Sánchez, dcerou Sancha III. Navarrského.
V roce 1029 se García Sánchez, kastilský hrabě, chystal oženit se Sanchou Leónskou, starší sestrou Bermuda, dohoda byla pravděpodobně posvěcena navarrským králem. Nečekaně byl však hrabě zavražděn v Leónu kastilskými exulanty. León a Navarra vzápětí rozpoutaly nástupnické spory o uprázdněné Kastilské hrabství.
Sancho III. Navarrský se oženil s Muniadonou Kastilskou, dcerou Sancha Garcíi Kastilského a sestrou zavražděného hraběte. Sancho si nárokoval Kastilské hrabství skrz nároky své ženy a dosadil svého syna Ferdinanda I. Kastilského jako nového kastilského hraběte. Ten obsadil pohraniční oblasti mezi řekami Cea a Pisuerga hned u hlavního města Leónu, které byly dlouho jablkem svátu mezi Leónem a Kastilií. V roce 1032 Sancho Navarrský prosadil svatbu mezi jeho synem Ferdinandem Kastilským a Sanchou Leónskou, čímž leónské území připadlo Kastilii jako věno.
V roce 1034 Sancho vyrval město León z rukou svého zetě Bermuda, který nato uprchl do Galicie. V roce 1035, kdy Sancho zemřel, byla Meseta, náhorní plošina severně řeky Duero, ovládnuta Navarrským královstvím. Ve stejné době se ale Bermudo III. vrátil do Leónu a zahájil kampaň k zpětnému ovládnutí ztracených území mezi řekami Cea a Pisuerga, ovládaných jeho švagrem Ferdinandem Kastilským. Byl však posléze zabit 4. září 1037 v bitvě u Tamarónu. Zkoumání jeho pozůstatků ukázalo, že zemřel na následky zranění kopím nebo oštěpem poté, co spadl z koně.
Jelikož zemřel bez dědice, království León připadlo Sanche a jejímu manželovi Ferdinandovi. Ferdinand byl pomazán na krále 22. června 1038. Sjednocená království Leónu a Kastilie spolu s jejich okrajovými částmi, Asturií a Galicií, se stala politickým centrem severní iberské společnosti.

## Rodina

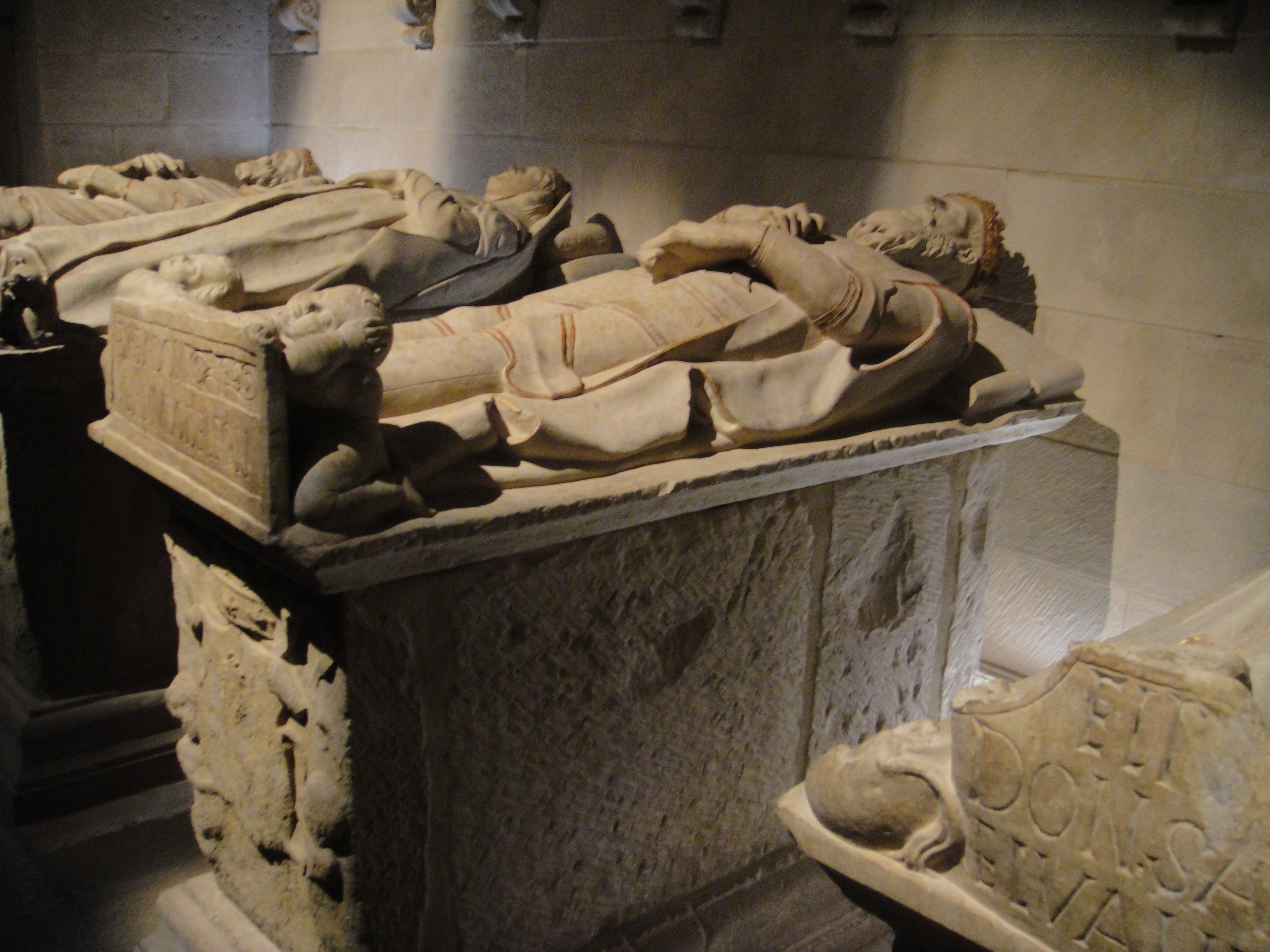
Hrobka Bermuda III. Leónského v Nájeře.

Se svou ženou Jimenou, dcerou Sancha III. Pamplonského, měl syna Alfonsa, který se narodil a i zemřel v roce 1030.

## Vývod z předků
|  |                            |  |  |  |  |  |  |  |  |  |  |  |  |
|  | Ordoño III. Leónský        |  |  |  |  |  |  |  |  |  |  |  |  |
|  |                            |  |  |  |  |  |  |  |  |  |  |  |  |
|  |                            |  |  |  |  |  |  |  |  |  |  |  |  |
|  | Bermudo II. Leónský        |  |  |  |  |  |  |  |  |  |  |  |  |
|  |                            |  |  |  |  |  |  |  |  |  |  |  |  |
|  |                            |  |  |  |  |  |  |  |  |  |  |  |  |
|  | Urraca Fernández           |  |  |  |  |  |  |  |  |  |  |  |  |
|  |                            |  |  |  |  |  |  |  |  |  |  |  |  |
|  |                            |  |  |  |  |  |  |  |  |  |  |  |  |
|  | Alfons V. Leónský          |  |  |  |  |  |  |  |  |  |  |  |  |
|  |                            |  |  |  |  |  |  |  |  |  |  |  |  |
|  |                            |  |  |  |  |  |  |  |  |  |  |  |  |
|  | García Fernández Kastilský |  |  |  |  |  |  |  |  |  |  |  |  |
|  |                            |  |  |  |  |  |  |  |  |  |  |  |  |
|  |                            |  |  |  |  |  |  |  |  |  |  |  |  |
|  | Elvíra Kastilská           |  |  |  |  |  |  |  |  |  |  |  |  |
|  |                            |  |  |  |  |  |  |  |  |  |  |  |  |
|  |                            |  |  |  |  |  |  |  |  |  |  |  |  |
|  | Ava z Ribagorzy            |  |  |  |  |  |  |  |  |  |  |  |  |
|  |                            |  |  |  |  |  |  |  |  |  |  |  |  |
|  |                            |  |  |  |  |  |  |  |  |  |  |  |  |
|  | Bermudo III. Leónský       |  |  |  |  |  |  |  |  |  |  |  |  |
|  |                            |  |  |  |  |  |  |  |  |  |  |  |  |
|  |                            |  |  |  |  |  |  |  |  |  |  |  |  |
|  | Gonzalo Menéndez           |  |  |  |  |  |  |  |  |  |  |  |  |
|  |                            |  |  |  |  |  |  |  |  |  |  |  |  |
|  |                            |  |  |  |  |  |  |  |  |  |  |  |  |
|  | Menendo González           |  |  |  |  |  |  |  |  |  |  |  |  |
|  |                            |  |  |  |  |  |  |  |  |  |  |  |  |
|  |                            |  |  |  |  |  |  |  |  |  |  |  |  |
|  | Ilduara Peláez             |  |  |  |  |  |  |  |  |  |  |  |  |
|  |                            |  |  |  |  |  |  |  |  |  |  |  |  |
|  |                            |  |  |  |  |  |  |  |  |  |  |  |  |
|  | Elvíra Menéndez            |  |  |  |  |  |  |  |  |  |  |  |  |
|  |                            |  |  |  |  |  |  |  |  |  |  |  |  |
|  |                            |  |  |  |  |  |  |  |  |  |  |  |  |
|  |                            |  |  |  |  |  |  |  |  |  |  |  |  |
|  |                            |  |  |  |  |  |  |  |  |  |  |  |  |
|  |                            |  |  |  |  |  |  |  |  |  |  |  |  |
|  | Tutadona                   |  |  |  |  |  |  |  |  |  |  |  |  |
|  |                            |  |  |  |  |  |  |  |  |  |  |  |  |
|  |                            |  |  |  |  |  |  |  |  |  |  |  |  |
|  |                            |  |  |  |  |  |  |  |  |  |  |  |  |
|  |                            |  |  |  |  |  |  |  |  |  |  |  |  |
|  |                            |  |  |  |  |  |  |  |  |  |  |  |  |